# ニェヤ
座標: 北緯58度17分 東経43度52分 / 北緯58.283度 東経43.867度

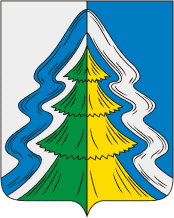
ニェヤの紋章

ニェヤ（ニェーヤ、ネヤ、ロシア語: Не́я、ラテン文字表記の例: Neya）はロシア西部のコストロマ州にある町。人口は7,816人（2021年）。州都コストロマから北東へ240キロメートル。最寄りの町は50キロメートル南のマカリエフ、および同じくらい東にあるマントゥロヴォ。ヴォルガ川の左支流ヴェトルガ川の支流、ニェヤ川右岸にある。

## 歴史
今日のニェヤの場所には16世紀初頭から集落があったことが分かっている。ニェヤという川の名は、この地に先住していたフィン＝ウゴル系の民族の言葉からきていると考えられる。16世紀半ばにはこの地を通る交易路沿いの集落として栄えていた。
20世紀にはロシア帝国で鉄道投資が盛んになり、この地にも鉄道が通った。1906年にはサンクトペテルブルクからヴォログダを経てヴャトカ（現在のキーロフ）に至る鉄道が開通し、シベリア鉄道に向かう列車が通るようになった。この時にニェヤ川を渡る場所に小さな駅ができている。1905年には駅予定地の近くに英国企業が製材所を開業させ、駅の周囲には人が集まり始めた。
1929年にはニェヤ地区の行政中心地となり、1958年には市となった。

## 経済・交通
ニェヤ周辺は林業が盛んで、ニェヤにも製材所がいくつか集まっている。その他には繊維業や食品工業の工場が建つ。
ニェヤには大きな道路が通らず周囲の町との道路交通は不便だが、鉄道で町の外とつながっている。